# Veikkausliiga 2008
La Veikkausliiga 2008 fu la novantanovesima edizione della massima serie del campionato finlandese di calcio, la diciannovesima come Veikkausliiga. Il campionato, iniziato il 27 aprile e terminato il 26 ottobre, con il formato a girone unico e composto da quattordici squadre, venne vinto dall'Inter Turku. Capocannonieri del torneo furono Henri Myntti, calciatore del Tampere United, ed Aleksandr Kokko, calciatore dell'Honka, con 14 reti realizzate a testa.

## Stagione

### Novità
Dalla Veikkausliiga 2007 vennero retrocessi il Viikingit e l'Oulu, mentre dalla Ykkönen 2007 vennero promossi il KuPS e il RoPS, vincitore dello spareggio contro il Viikingit.

### Formula
Le quattordici squadre si affrontavano due volte nel corso del campionato, per un totale di 26 giornate. La prima classificata era decretata campione di Finlandia e veniva ammessa alla UEFA Champions League 2009-2010. La seconda classificata veniva ammessa al secondo turno di qualificazione della UEFA Europa League 2009-2010, mentre la terza classificata al primo turno di qualificazione. Se la vincitrice della Suomen Cup, ammessa anch'essa al secondo turno di qualificazione della UEFA Europa League 2009-2010, si classificava al secondo o al terzo posto, la terza classificata veniva ammessa al secondo turno e la quarta classificata al primo turno di qualificazione della UEFA Europa League. L'ultima classificata veniva retrocessa direttamente in Ykkönen, mentre la tredicesima classificata affrontava la seconda classificata in Ykkönen in uno spareggio promozione/retrocessione.

## Squadre partecipanti
| Club          | Stagione | Città        | Stadio                        | Stagione 2007              |
| ------------- | -------- | ------------ | ----------------------------- | -------------------------- |
| Haka          |          | Valkeakoski  | Tehtaan kenttä                | 2º posto in Veikkausliiga  |
| HJK           |          | Helsinki     | Finnair Stadium               | 7º posto in Veikkausliiga  |
| Honka         |          | Espoo        | Tapiolan Urheilupuisto        | 4º posto in Veikkausliiga  |
| IFK Mariehamn |          | Mariehamn    | Wiklöf Holding Arena          | 6º posto in Veikkausliiga  |
| Inter Turku   |          | Turku        | Veritas Stadion               | 9º posto in Veikkausliiga  |
| Jaro          | dettagli | Jakobstad    | Jakobstads centralplan        | 11º posto in Veikkausliiga |
| KooTeePee     |          | Kotka        | Arto Tolsa Areena             | 12º posto in Veikkausliiga |
| KuPS          |          | Kuopio       | Magnum Areena                 | 1º posto in Ykkönen        |
| Lahti         |          | Lahti        | Lahden Stadion                | 8º posto in Veikkausliiga  |
| MyPa          | dettagli | Anjalankoski | Saviniemi                     | 5º posto in Veikkausliiga  |
| RoPS          | dettagli | Rovaniemi    | Rovaniemen Keskuskenttä       | 2º posto in Ykkönen        |
| Tampere Utd   |          | Tampere      | Ratina Stadion                | Campione di Finlandia      |
| TPS           |          | Turku        | Veritas Stadion               | 3º posto in Veikkausliiga  |
| VPS           |          | Vaasa        | Hietalahden jalkapallostadion | 10º posto in Veikkausliiga |

## Allenatori
| Squadra       | Allenatore       |
| ------------- | ---------------- |
| Haka          | Olli Huttunen    |
| HJK           | Antti Muurinen   |
| Honka         | Mika Lehkosuo    |
| IFK Mariehamn | Pekka Lyyski     |
| Inter Turku   | Job Dragtsma     |
| Jaro          | Mika Laurikainen |
| KooTeePee     | Tommi Kautonen   |

| Squadra        | Allenatore         |
| -------------- | ------------------ |
| KuPS           | Kai Nyyssönen      |
| Lahti          | Ilkka Mäkelä       |
| MyPa           | Janne Lindberg     |
| RoPS           | Valerij Bondarenko |
| Tampere United | Ari Hjelm          |
| TPS            | John Allen         |
| VPS            | Tomi Kärkkäinen    |

## Classifica finale
|  | Pos. | Squadra       | Pt | G  | V  | N  | P  | GF | GS | DR  |
|  | ---- | ------------- | -- | -- | -- | -- | -- | -- | -- | --- |
|  | 1.   | Inter Turku   | 54 | 26 | 15 | 9  | 2  | 46 | 12 | +34 |
|  | 2.   | Honka         | 50 | 26 | 15 | 5  | 6  | 46 | 23 | +23 |
|  | 3.   | Lahti         | 48 | 26 | 15 | 3  | 8  | 44 | 24 | +20 |
|  | 4.   | HJK           | 47 | 26 | 14 | 5  | 6  | 47 | 29 | +18 |
|  | 5.   | MyPa          | 42 | 26 | 11 | 9  | 6  | 33 | 21 | +12 |
|  | 6.   | TPS           | 42 | 26 | 12 | 6  | 8  | 45 | 36 | +9  |
|  | 7.   | Tampere Utd   | 36 | 26 | 9  | 9  | 8  | 41 | 34 | +7  |
|  | 8.   | Haka          | 35 | 26 | 10 | 5  | 11 | 31 | 37 | -6  |
|  | 9.   | Jaro          | 35 | 26 | 10 | 5  | 11 | 36 | 47 | -11 |
|  | 10.  | RoPS          | 30 | 26 | 8  | 6  | 12 | 31 | 37 | -6  |
|  | 11.  | VPS           | 29 | 26 | 6  | 11 | 9  | 18 | 29 | -11 |
|  | 12.  | IFK Mariehamn | 26 | 26 | 7  | 5  | 14 | 24 | 40 | -16 |
|  | 13.  | KuPS          | 19 | 26 | 4  | 7  | 18 | 26 | 56 | -30 |
|  | 14.  | KooTeePee     | 8  | 26 | 1  | 5  | 20 | 14 | 57 | -43 |

Legenda:
      Campione di Finlandia e ammessa alla UEFA Champions League 2009-2010
      Ammesse in UEFA Europa League 2009-2010
 Ammessa allo spareggio promozione-retrocessione
      Retrocesse in Ykkönen
Note:
Tre punti a vittoria, uno a pareggio, zero a sconfitta.

## Risultati
| andata         | 1ª giornata           | ritorno        |
| 27 aprile 2008 |                       | 27 luglio 2008 |
| 2-0            | FC Honka-MyPa         | 2-0            |
| 0-3            | KuPS-TPS              | 3-3            |
| 0-1            | FC KooTeePee-FC Lahti | 0-1            |
| 0-0            | Tampere Utd-FF Jaro   | 4-1            |
| 0-0            | VPS-FC Haka           | 0-1            |
| 3-1            | FC Inter-RoPS         | 0-0            |
| 0-2            | IFK Mariehamn-HJK     | 0-4            |

| andata         | 4ª giornata           | ritorno        |
| 12 maggio 2008 |                       | 17 agosto 2008 |
| 0-0            | HJK-KuPS              | 2-3            |
| 0-0            | FC KooTeePee-VPS      | 1-1            |
| 0-1            | FC Lahti-FC Inter     | 0-1            |
| 1-1            | FC Haka-TamU          | 1-1            |
| 2-1            | TPS-FC Honka          | 2-2            |
| 1-2            | FF Jaro-IFK Mariehamn | 2-1            |
| 1-1            | RoPS-MyPa             | 0-1            |

| andata         | 7ª giornata        | ritorno           |
| 22 maggio 2008 |                    | 14 settembre 2008 |
| 2-0            | MyPa-FC Lahti      | 0-4               |
| 0-4            | FF Jaro-FC Haka    | 2-1               |
| 1-0            | RoPS-TPS           | 2-2               |
| 2-0            | FC Inter-VPS       | 4-0               |
| 4-2            | TamU-FC KooTeePee  | 3-1               |
| 1-1            | IFK Mariehamn-KuPS | 1-3               |
| 1-0            | FC Honka-HJK       | 2-0               |

| andata         | 10ª giornata          | ritorno           |
| 30 giugno 2008 |                       | 28 settembre 2008 |
| 4-1            | FC Lahti-TPS          | 1-2               |
| 3-2            | HJK-RoPS              | 0-2               |
| 1-2            | KuPS-FC Honka         | 1-2               |
| 1-0            | FC Haka-IFK Mariehamn | 1-2               |
| 2-2            | FC Inter-TamU         | 0-1               |
| 0-0            | VPS-MyPa              | 0-0               |
| 1-4            | FC KooTeePee-FF Jaro  | 1-2               |

| andata         | 13ª giornata           | ritorno         |
| 23 luglio 2008 |                        | 26 ottobre 2008 |
| 6-1            | TPS-VPS                | 3-2             |
| 4-0            | RoPS-KuPS              | 1-0             |
| 0-1            | FF Jaro-FC Inter       | 0-2             |
| 2-0            | FC Honka-IFK Mariehamn | 2-3             |
| 1-2            | FC Lahti-HJK           | 1-0             |
| 1-1            | FC Haka-FC KooTeePee   | 2-0             |
| 1-0            | MyPa-TamU              | 2-0             |

| andata        | 2ª giornata        | ritorno       |
| 4 maggio 2008 |                    | 3 agosto 2008 |
| 3-0           | FC Haka-KuPS       | 1-0           |
| 6-1           | HJK-FC KooTeePee   | 1-0           |
| 0-2           | MyPa-IFK Mariehamn | 0-0           |
| 1-0           | FF Jaro-FC Honka   | 1-3           |
| 2-1           | RoPS-TamU          | 0-5           |
| 0-4           | TPS-FC Inter       | 0-3           |
| 1-0           | FC Lahti-VPS       | 1-0           |

| andata         | 5ª giornata       | ritorno        |
| 15 maggio 2008 |                   | 24 agosto 2008 |
| 7-0            | FC Honka-FC Haka  | 2-1            |
| 0-2            | IFK Mariehamn-VPS | 0-0            |
| 1-1            | FF Jaro-RoPS      | 3-1            |
| 2-0            | KuPS-FC KooTeePee | 1-1            |
| 1-1            | FC Inter-HJK      | 2-3            |
| 0-2            | TamU-FC Lahti     | 2-2            |
| 1-0            | MyPa-TPS          | 0-0            |

| andata         | 8ª giornata           | ritorno           |
| 25 maggio 2008 |                       | 21 settembre 2008 |
| 1-1            | KuPS-FC Inter         | 0-4               |
| 0-0            | FC KooTeePee-FC Honka | 1-2               |
| 1-1            | HJK-MyPa              | 3-1               |
| 0-0            | TPS-IFK Mariehamn     | 1-2               |
| 1-2            | FC Lahti-FF Jaro      | 2-2               |
| 0-0            | VPS-TamU              | 1-1               |
| 3-1            | FC Haka-RoPS          | 2-1               |

| andata        | 11ª giornata       | ritorno        |
| 6 luglio 2008 |                    | 5 ottobre 2008 |
| 2-2           | FF Jaro-VPS        | 1-2            |
| 3-0           | RoPS-FC KooTeePee  | 2-0            |
| 1-1           | FC Honka-FC Inter  | 0-0            |
| 4-1           | MyPa-KuPS          | 4-1            |
| 2-1           | FC Haka-FC Lahti   | 0-1            |
| 1-4           | IFK Mariehamn-TamU | 0-1            |
| 1-3           | TPS-HJK            | 0-1            |

| andata        | 3ª giornata                | ritorno        |
| 8 maggio 2008 |                            | 10 agosto 2008 |
| 0-0           | FC Honka-RoPS              | 2-0            |
| 3-0           | MyPa-FF Jaro               | 1-2            |
| 0-0           | VPS-HJK                    | 0-1            |
| 2-3           | KuPS-FC Lahti              | 1-8            |
| 1-0           | FC Inter-FC Haka           | 4-0            |
| 4-2           | IFK Mariehamn-FC KooTeePee | 0-1            |
| 1-1           | Tampere Utd-TPS            | 0-1            |

| andata         | 6ª giornata           | ritorno        |
| 18 maggio 2008 |                       | 31 agosto 2008 |
| 1-0            | FC Lahti-FC Honka     | 0-1            |
| 0-3            | FC Haka-MyPa          | 1-1            |
| 4-0            | TPS-FF Jaro           | 3-2            |
| 3-1            | RoPS-IFK Mariehamn    | 1-2            |
| 2-0            | VPS-KuPS              | 0-0            |
| 0-2            | FC KooTeePee-FC Inter | 0-3            |
| 5-1            | HJK-TamU              | 2-1            |

| andata         | 9ª giornata            | ritorno           |
| 26 giugno 2008 |                        | 25 settembre 2008 |
| 2-0            | MyPa-FC KooTeePee      | 4-0               |
| 1-1            | FF Jaro-HJK            | 3-2               |
| 2-2            | RoPS-FC Lahti          | 0-3               |
| 2-0            | TamU-KuPS              | 1-1               |
| 1-1            | IFK Mariehamn-FC Inter | 0-2               |
| 1-2            | FC Honka-VPS           | 4-1               |
| 2-0            | TPS-FC Haka            | 2-1               |

| andata         | 12ª giornata           | ritorno         |
| 13 luglio 2008 |                        | 19 ottobre 2008 |
| 1-2            | TamU-FC Honka          | 4-3             |
| 1-2            | HJK-FC Haka            | 3-2             |
| 0-1            | IFK Mariehamn-FC Lahti | 1-2             |
| 2-0            | KuPS-FF Jaro           | 2-3             |
| 1-0            | VPS-RoPS               | 1-0             |
| 1-1            | FC Inter-MyPa          | 0-0             |
| 0-2            | FC KooTeePee-TPS       | 1-4             |

## Spareggio promozione/retrocessione
|           | Risultati |           | Luogo e data                         |
| --------- | --------- | --------- | ------------------------------------ |
| Viikingit | 1-2       | KuPS      | Vuosaari (Helsinki), 29 ottobre 2008 |
| KuPS      | 0-0       | Viikingit | Kuopio, 2 novembre 2008              |
|           |           |           |                                      |

## Statistiche

### Classifica marcatori
| Gol |  |  | Giocatore         | Squadra        |
| --- |  |  | ----------------- | -------------- |
| 13  |  |  | Henri Myntti      | Tampere United |
| 13  |  |  | Aleksandr Kokko   | Honka          |
| 11  |  |  | Mikko Hyyrynen    | Jaro           |
| 11  |  |  | Rafael            | Lahti          |
| 11  |  |  | Mikko Paatelainen | TPS            |
| 11  |  |  | Toni Lehtinen     | Haka           |
| 9   |  |  | Jarno Parikka     | HJK            |
| 9   |  |  | Hermanni Vuorinen | Honka          |
| 8   |  |  | Mika Ojala        | Inter Turku    |
| 8   |  |  | Paulus Roiha      | HJK            |
| 8   |  |  | Tarmo Neemelo     | MyPa           |

### Premi annuali

#### Premi dell'Associazione calciatori
- Giocatore dell'anno: Dominic Chatto (Inter Turku)
- Giovane dell'anno: Aleksandr Kokko (Honka)
- Arbitro dell'anno: Tero Nieminen

#### Premi della Veikkausliiga
- Portiere dell'anno: Patrick Bantamoi (Inter Turku)
- Difensore dell'anno: Jos Hooiveld (Inter Turku)
- Centrocampista dell'anno: Mika Ojala (Inter Turku)
- Attaccante dell'anno: Aleksandr Kokko (Honka)